# Playa del Castillo

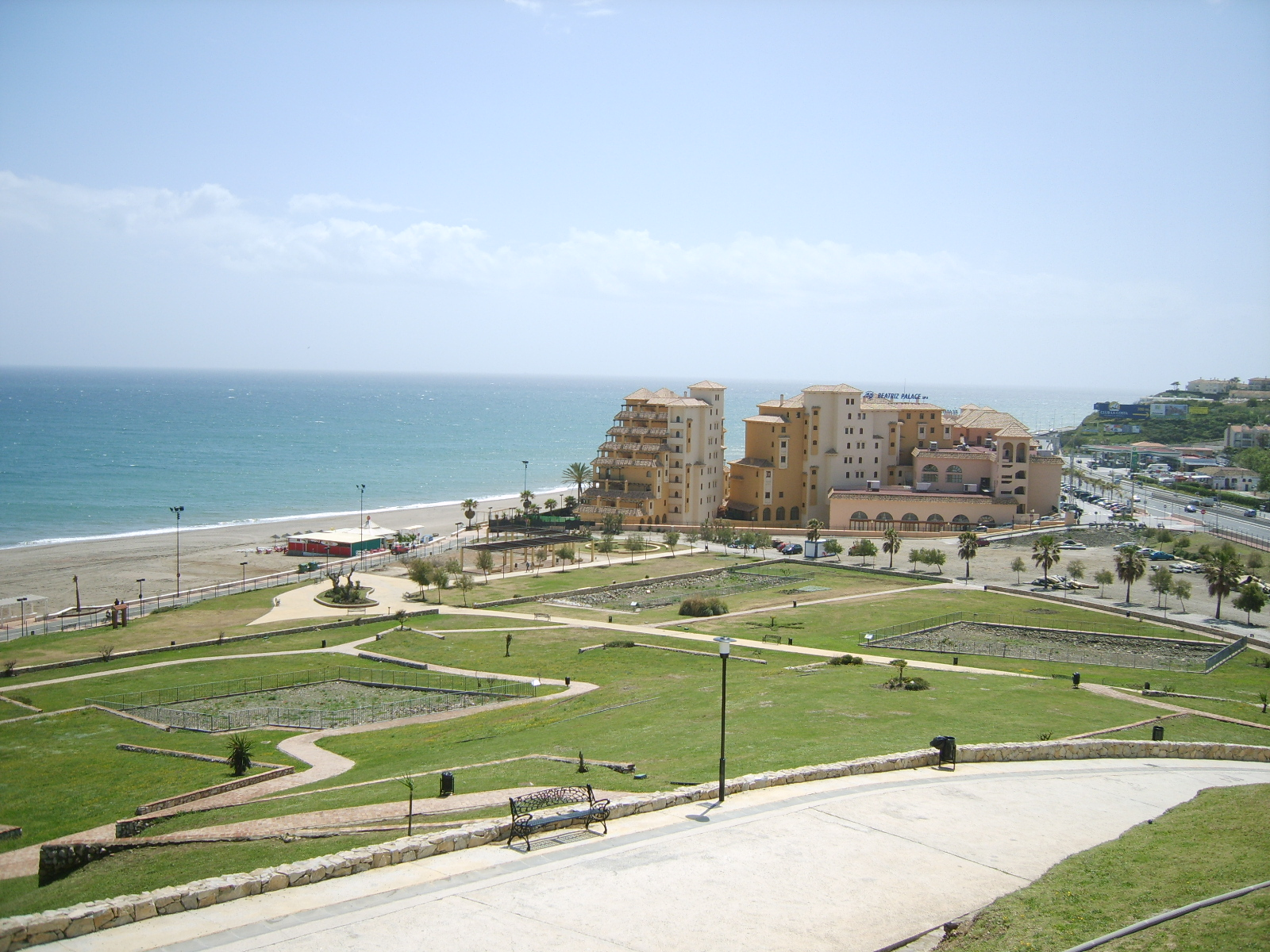
Playa del Castillo.

La playa del Castillo, también llamada playa de El Egido, es una playa de Fuengirola, en la Costa del Sol de la provincia de Málaga, (Andalucía, España). Se trata de una playa urbana de arena oscura y oleaje moderado situada en el extremo sur de la ciudad, junto al Castillo Sohail. Tiene unos 800 metros de longitud y unos 10 metros de anchura media. Es una playa de con un nivel alto de ocupación y con los servicios propios de las playas urbanas.